# روی ژوردائو
روی ژوردائو (انگلیسی: Rui Jordão; ۹ اوت ۱۹۵۲ – ۱۸ اکتبر ۲۰۱۹) بازیکن فوتبال اهل پرتغال بود.
از باشگاه‌هایی که در آن بازی کرده‌است می‌توان به باشگاه فوتبال ویتوریا ستوبال، باشگاه فوتبال اسپورتینگ پرتغال، باشگاه فوتبال بنفیکا، و باشگاه فوتبال رئال ساراگوسا اشاره کرد.
وی همچنین در تیم‌های ملی فوتبال زیر ۱۸ سال پرتغال، زیر ۲۱ سال پرتغال، و پرتغال بازی کرده‌است.